# Нориджская ратуша
Нориджская ратуша (англ. Norwich Guildhall) — здание I класса в городе Норидж в Англии, то есть здание, представляющее особый интерес. Построено на холме Джейл-Хилл (Тюремный холм) в 1407—1413 годах в тюдоровском стиле. Резиденция мэрии Нориджа с начала XV века до 1938 года. Является крупнейшим сохранившимся средневековым гражданским зданием в стране за пределами Лондона. Одно из двенадцати исторических зданий в Норидже.
Ратуша была построена вскоре после того, как в 1404 году Нориджу был дарован устав. В 1412 году в подвалах здания уже содержали первых заключённых. В 1511 году, после обрушения крыши зала городского собрания, две башни на северной и южной сторонах здания были разрушены. В 1534 году зал городского собрания был восстановлен. В ходе проведённой реконструкции, восточная сторона фасада была облицована пёстрой кремнёвой галькой и украшена камнем, а также центральной панелью с изображением герба короля Генриха VIII с гербами города Нориджа и Общества Святого Георгия по бокам. В 1861 году по инициативе городского землемера Томаса Барри площадь здания была увеличена с южной стороны.
Гражданские дела рассматривались в здании до 1938 года, когда открылась новая мэрия. Суды магистратов продолжали проходить в старой ратуше до 1977 года, а заключенные содержались в здании до 1980 года. В 2010 году были проведены работы по восстановлению и укреплению часовой башни ратуши. В июне 2011 года в Нориджской ратуше состоялась премьера пьесы «Монстры» Никласа Радстрема об убийстве Джеймса Балджера.